# Cosrovacerta
Cosrovacerta (em armênio: Խոսրովակերտ; romaniz.: Xosrovakert, lit. "Feito por Cosroes"), segundo Fausto, o Bizantino, foi uma reserva de caça criada no século IV pelo rei Cosroes III (r. 330–339). No rescaldo das vitórias obtidas contra vários invasores estrangeiros que ameaçaram sua posição, Cosroes ordenou que o general Vache I trouxesse muitos carvalhos para serem plantados na província de Airarate. Parte deles compôs a reserva de Ticnuni, enquanto o restante compôs Cosrovacerta, onde um palácio foi construído. Ambas foram cercadas por muros que não se conectavam. Elas prosperaram e Cosroes ordenou que animais de todo tipo fossem colocados ali à diversão real. Moisés de Corene faz uma rápida menção à mesma reserva, alegando que o rei, desprovido de valor e boa reputação, dedicava-se em demasia aos prazeres e caça.